# Pseudanaesthetis langana
Pseudanaesthetis langana är en skalbaggsart som beskrevs av Maurice Pic 1922. Pseudanaesthetis langana ingår i släktet Pseudanaesthetis och familjen långhorningar. Inga underarter finns listade i Catalogue of Life.